# 李玄道
李 玄道（り げんどう、560年 - 629年）は、中国の唐の文学者・政治家。秦王府十八学士のひとりに挙げられた。

## 経歴
李行之（李韶の子の李瑾の子）の子として生まれた。本貫は隴西郡狄道県だが、代々鄭州に居住していた。玄道は隋に仕えて斉王府の属官となった。李密が洛口に拠ると、召されてその下で記室をつとめた。
李密が敗れ、王世充に捕らえられたとき、人々は恐れて眠ることもできなかったところ、ひとり玄道が「死生は運命だ。心配したところで仕方があるか」と言って寝てしまった。王世充に引見されると、態度が堂々としていたので、縛を解かれて、著作佐郎として任用された。
東都が唐に平定されると、秦王府主簿に任用され、文学館学士となった。
627年、給事中に累進し、姑臧県男に封ぜられた。王君廓が幽州都督となると、玄道はその下で幽州長史となって補佐し、府の事務を取り仕切った。王君廓に不法のことがあるたびに、玄道は筋を通してこれを裁いた。また王君廓が玄道に婢を与えたことがあったが、その婢がもとは良家の子女で、王君廓に身柄を掠奪されていたことを知ると、玄道はこの婢を解放した。このため玄道と王君廓のあいだは険悪となった。
房玄齢は玄道の甥にあたり、手紙を交わす間柄であった。
王君廓が入朝したとき、房玄齢と玄道のあいだの手紙を見て、王君廓は草書が読めなかったので、自分を陥れようとしているのではないかと疑い、恐れて乱を起こした。玄道はこれに連座して巂州に流された。まもなく召還されて、常州刺史に抜擢された。統治は清潔で簡素であり、民衆はかれになついた。太宗は詔を下して玄道を褒め、綾絹を賜った。629年、致仕して、銀青光禄大夫の位を加えられた。
邸に帰り、まもなく世を去った。 

## 子女
- 李正基（太子舎人）
- 李雲将（尚書左丞）

## 伝記資料
- 『旧唐書』巻72 列伝第22「李玄道伝」
- 『新唐書』巻102 列伝第27「李玄道伝」